# Cratere Flavola
Flavola è un cratere sulla superficie di 4 Vesta.